# Osaka Grand Prix 2007
L'Osaka Grand Prix 2007 è un meeting di atletica leggera svoltosi il 5 maggio 2007, parte del circuito IAAF World Athletics Tour di cui rappresentava il terzo appuntamento stagionale.
La competizione si è svolta allo Stadio Nagai, lo stesso impianto che ospiterà pochi mesi dopo i campionati mondiali.

## Risultati

### Uomini
| Evento: | Vincitore:                       | Vincitore: | 2° piazzato:                  | 2° piazzato: | 3° piazzato:                  | 3° piazzato: |
| --- | -------------------------------- | ---------- | ----------------------------- | ------------ | ----------------------------- | ------------ |
| 100m | Shingo Suetsugu Giappone         | 10.23      | Joshua Ross Australia         | 10.37        | Nobuharu Asahara Giappone     | 10.38        |
| 200m | Joshua J. Johnson Stati Uniti    | 20.55      | Rodney Martin Stati Uniti     | 20.56        | Mitsuru Hasegawa Giappone     | 20.78        |
| 400m | Jeremy Wariner Stati Uniti       | 44.02      | Darold Williamson Stati Uniti | 44.68        | Sean Wroe Australia           | 45.58        |
| 800 m | Nick Symmonds Stati Uniti        | 1:49.45    | Jeffrey Riseley Australia     | 1:49.60      | Yoshihiro Shimodaira Giappone | 1:50.65      |
| 1.500m | Kazuya Watanabe Giappone         | 3:43.56    | Yasunori Murakami Giappone    | 3:44.84      | Hiroyuki Morikawa Giappone    | 3:46.33      |
| 110hs | Liu Xiang Cina                   | 13.14      | Dongpeng Shi Cina             | 13.24        | Tasuku Tanonaka Giappone      | 13.59        |
| 400hs | Bershawn Jackson Stati Uniti     | 48.13      | James Carter Stati Uniti      | 48.22        | Dai Tamesue Giappone          | 48.73        |
| Salto in alto | Naoyuki Daigo Giappone           | 2.30m      | Grzegorz Sposob Polonia       | 2.24m        | Tora Harris Stati Uniti       | 2.24m        |
| Salto con l'asta | Daichi Sawano Giappone           | 5.60m      | Brad Walker Stati Uniti       | 5.50m        | Takehito Ariki Giappone       | 5.40m        |
| Salto in lungo | Godfrey Khotso Mokoena Sudafrica | 8.18m      | Tim Parravicini Australia     | 7.90m        | Daisuke Arakawa Giappone      | 7.88m        |
| Getto del peso | Yohei Murakawa Giappone          | 17.63m     | Tadashi Ohashi Giappone       | 17.29m       | Sotaro Yamada Giappone        | 16.07m       |
| Lancio del giavellotto | Magnus Arvidsson Svezia          | 85.75m     | Igor Janik Polonia            | 80.50m       | Peter Esenwein Germania       | 80.09m       |
| Staffetta 4x100m | Giappone                         | 38.74      | USA Stati Uniti               | 39.29        | Giappone Under 23 Giappone    | 39.53        |
| Staffetta 4x400m | Giappone                         | 3:02.44    | USA Stati Uniti               | 3:04.72      | Portogallo                    | 3:23.39      |
| AR record continentale \| NR record nazionale \| PB record personale \| SB record personale stagionale \| WL miglior prestazione dell'anno \| WR record mondiale |                                  |            |                               |              |                               |              |

### Donne
| Evento: | Vincitore:                      | Vincitore: | 2° piazzato:                | 2° piazzato: | 3° piazzato:                    | 3° piazzato: |
| --- | ------------------------------- | ---------- | --------------------------- | ------------ | ------------------------------- | ------------ |
| 100m | Cydonie Mothersill Isole Cayman | 11.33      | Lauryn Williams Stati Uniti | 11.44        | Crystal Attenborough Australia  | 11.53        |
| 400m | Mary Wineberg Stati Uniti       | 51.20      | Asami Tanno Giappone        | 52.17        | Monique Henderson Stati Uniti   | 52.41        |
| 1.500 metri | Agnes Samaria Namibia           | 4:08.06    | Mika Yoshikawa Giappone     | 4:10.00      | Yuriko Kobayashi Giappone       | 4:11.87      |
| 100hs | Sally McLellan Australia        | 12.71      | LoLo Jones Stati Uniti      | 12.86        | Danielle Carruthers Stati Uniti | 12.90        |
| Salto con l'asta | Yingzhu Zhang Cina              | 4.40m      | April Steiner Stati Uniti   | 4.40m        | Ikuko Nishikori Giappone        | 4.20m        |
| Salto in lungo | Kumiko Ikeda Giappone           | 6.73m      | Grace Upshaw Stati Uniti    | 6.57m        | Yaling Chen Cina                | 6.43m        |
| Lancio del martello | Ivana Brkljacic Croazia         | 72.15m     | Wenxiu Zhang Cina           | 71.14m       | Kamila Skolimowska Polonia      | 70.42m       |
| Staffetta 4x100m | USA Stati Uniti                 | 42.93      | Australia                   | 43.62        | Cina                            | 43.69        |
| Staffetta 4x400m | USA Stati Uniti                 | 3:29.38    | Giappone                    | 3:30.53      | Portogallo                      | 3:49.65      |
| AR record continentale \| NR record nazionale \| PB record personale \| SB record personale stagionale \| WL miglior prestazione dell'anno \| WR record mondiale |                                 |            |                             |              |                                 |              |